# Опълченско поборническо дружество „Шипка“
Опълченско поборническо дружество „Шипка“ е благотворителна организация на поборниците и опълченците, съществувала в периода 1897 – 1947 г.

## История
Дружество „Шипка“ e създадено през 1897 г. Включва централно дружество със седалище в София и клонове в множество населени места в княжеството като с. Бяла черква, Габрово, Горна Оряховица, Кюстендил, Оряхово, Плевен, Пловдив, Русе, Силистра, Стара Загора, Търново, Хасково, Шумен и др. Набира средства за подпомагане на членовете си и организира чествания на годишнини от боевете на връх Шипка.
През 1898 г. излиза първият брой на органа на Централното опълченско поборническо дружество – вестник „Юнак“, като решението за издаването му е взето на първия конгрес на дружеството през 1897 година.
През 1906 г. е плануван Поборнико-опълченски конгрес в София, на който всички градски поборнико-опълченски дружества в княжеството да постигнат окончателно решение спрямо непълнотата на закона за пенсиите на ратниците за свобода, гласуван през 1905 год.
На 7 август 1921 г. на събрание на Централното дружество се взема решение да бъде създаден Комитет за въздигане паметник на възраждането и освобождението на българския народ под покровителството на Н.В. цар Борис III, като в резултат на дейността на комитета на 24 август 1922 г. е положен основният камък на Паметника на свободата.
Дружеството престава да съществува през 1947 година. На 27 август същата година в салона на Военния клуб в София е проведено прощално тържество, след което грижата за останалите живи опълченци се поема от Министерството на войната.

## Председатели
Председатели на централното дружество в София
| №  | име                         | дати          | забележки                |
| -- | --------------------------- | ------------- | ------------------------ |
| 1. | Лазар Стоянов               | от 1897       |                          |
|    | Тодор Киров                 | след 1907     |                          |
|    | Григорий Найденов           | неизв.        |                          |
|    | проф. Харалампи Карастоянов | неизв.        | председател през 1928 г. |
|    | ген. Андрей Блъсков         | неизв.        |                          |
|    | ген. Данаил Николаев        | (1935 – 1937) | почетен председател      |
|    | Кръстьо Попов               | през 1947     |                          |